# Roger Vinton
Roger Vinton és un personatge fictici i nom de ploma d'un autor anònim, especialitzat en analitzar el poder econòmic català.
Va començar a publicar un blog el 2012 i va començar a difondre el seus articles a xarxes socials, a Twitter. El 2017 va publicar La gran teranyina amb Edicions del Periscopi, prologat per Andreu Barnils. El llibre fou el més venut de la Diada de Sant Jordi de 2017 i un dels més venuts de l'any, amb més de 10.000 còpies venudes. Dos anys després, el 2019, l'obra es va traduir al castellà, amb el títol de La gran telaraña. El llibre tracta de les famílies de llarga tradició econòmica dins l'ecosistema català, com Valls-Taberner, Trias de Bes, Bultó o Sagnier, així com de grans institucions com la Caixa o el Barça, i d'organitzacions com l'Opus Dei.
L'any 2020 va publicar un llibre amb Núvol sobre l'accident del vol IB610 i de la reacció del govern estatal.
El 2021 va publicar un llibre sobre el Futbol Club Barcelona, amb l'editorial Destino.
El personatge es defineix a si mateix com ''un home com cal'', i manté l'anonimat.

## Publicacions
- La gran teranyina, Edicions del Periscopi, 2017
- El misteriós accident del Monte Oiz, Biblioteca Núvol, 2020
- El Barça davant la crisi del segle, 2021